# Cesana Pariol
 (septembre 2024).
Si vous disposez d'ouvrages ou d'articles de référence ou si vous connaissez des sites web de qualité traitant du thème abordé ici, merci de compléter l'article en donnant les références utiles à sa vérifiabilité et en les liant à la section « Notes et références ».
 (septembre 2024).

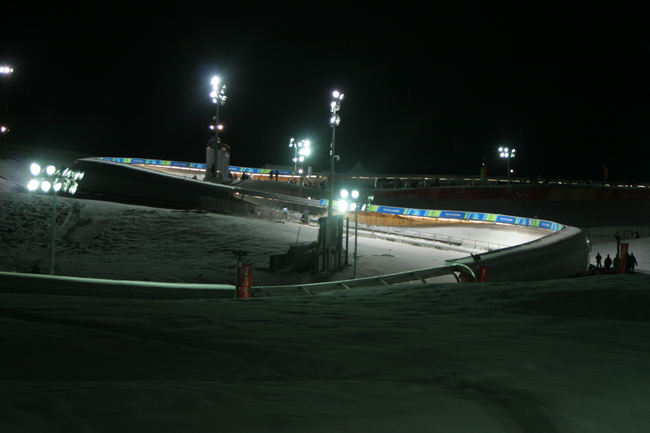

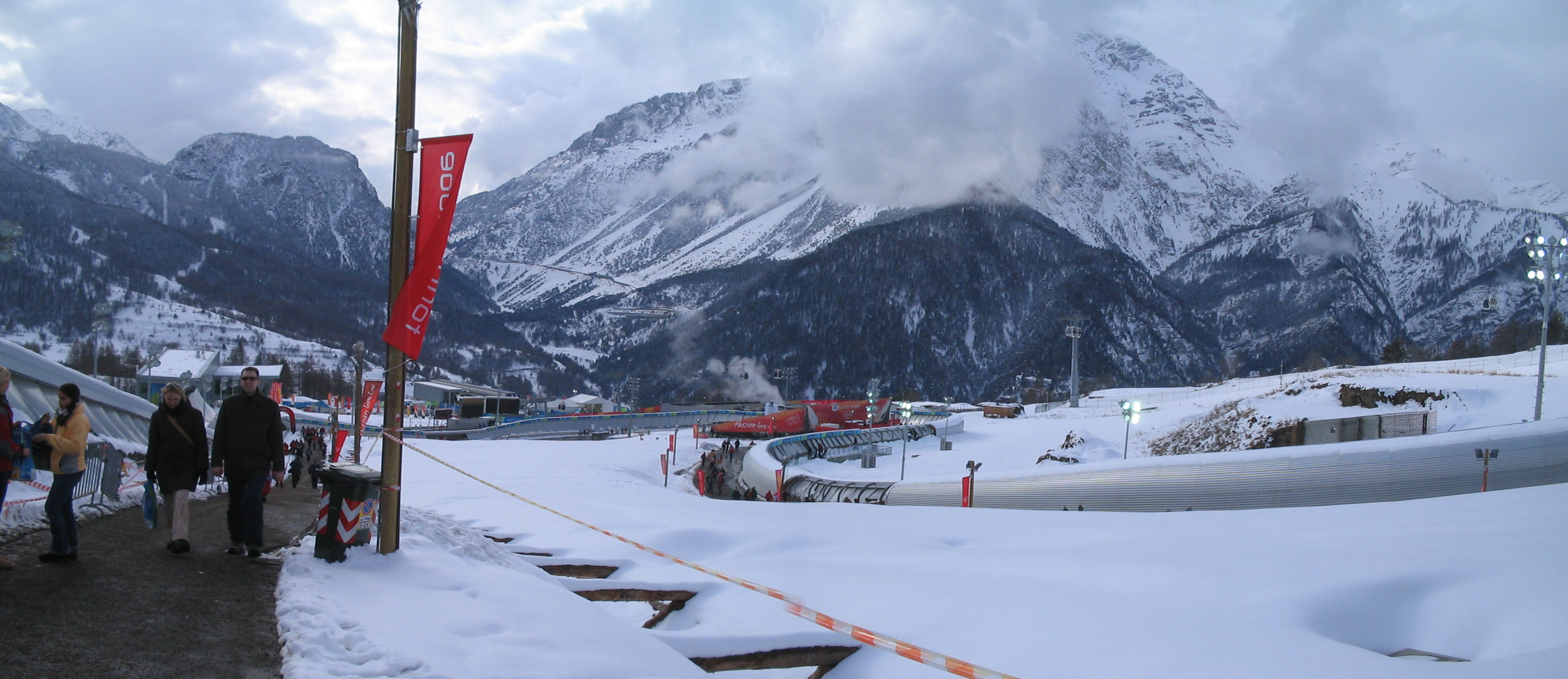

Cesana Pariol est la piste de bobsleigh, luge et skeleton utilisée pour les Jeux olympiques d'hiver de 2006 de Turin. La piste, construite à l'occasion de ces Jeux olympiques, est située précisément sur la commune de Cesana Torinese. Elle peut accueillir tout au long de son parcours 7 130 spectateurs dont 3 624 assis.

## Histoire
D'un coût de 77,3 millions d'euros, la piste est longue de 1 435 mètres et possède 19 virages au total (11 à gauche et 8 à droite).
Programmée dans le but d'accueillir les compétitions de bobsleigh, luge et skeleton lors des JO de 2006, sa construction connut un ralentissement dû à la découverte d'un site archéologique du temps des Romains (près du virage 11).
La piste fut achevée à la fin de l'année 2004. En janvier 2005, les fédérations internationales - la FIBT et la Fédération internationale de luge de course - donnèrent leur homologation pour le déroulement des compétitions sur la piste. Alors que le FIBT (bobsleigh et skeleton) n'a connu aucun problème notable lors des épreuves des 21 et 23 janvier 2005, la FIL a relevé de nombreux accidents le week-end suivant lors des épreuves de luge. Wolfgang Linger (cheville cassée), Renato Mizoguchi (coma) et Anne Abernathy (fracture de la clavicule) mirent en évidence le danger du site. Par conséquent durant l'été 2005, la FIL, FIBT et les organisateurs des JO se mirent d'accord et décidèrent de modifier certains virages. La piste subit donc des modifications à la fin de l'année 2005 et est de nouveau homologuée par les deux grandes fédérations fin octobre 2005 pour le déroulement d'épreuves après différents tests.
La piste fut donc utilisée à l'occasion des JO de 2006 de Turin et a fait partie des étapes incontournables des programmes de la FIL et de la FIBT chaque année[Quand ?].
En raison de la crise économique, et face aux coûts d'entretiens élevés, la piste ferme en 2012 et le système réfrigérant d'ammoniac est démonté.
La piste fut envisagée un temps d'être remise en marche pour les Jeux olympiques d'hiver de 2026.
La piste sera démolie en 2026, avec un budget de 9 millions d'euros prévu a cet effet.

## Statistiques
| Sport                                            | Distance de la piste | Nombre de virages              |
| ------------------------------------------------ | -------------------- | ------------------------------ |
| Bobsleigh, skeleton, et luge - individuel hommes | 1435                 | 19 (11 à gauche et 8 à droite) |
| Luge - individuelle femmes et double hommes      | 1233                 | 17 (9 à gauche et 8 à droite)  |

Entre l'aire de départ et l'aire d'arrivée, la différence d'altitude est de 144 mètres.
La piste est composée de 19 virages, chacun avec sa dénomination
1. Champlas, ville locale près du site.
2. Gancio, littéralement « Crochet » en italien
3. Il Muro, littéralement « Le Mur ». Le départ des compétitions de luge pour les femmes et du double des hommes se place après ce virage.
4. Gemelli, littéralement « Jumeaux ».
5. Ibid.
6. Toro, littéralement « Taureaux »
7. Ibid.
8. Ibid.
9. Cesana, la commune italienne où se situe la piste.
10. Nino Bibbia, premier Italien médaillé d'or dans une compétition olympique de skeleton lors des JO d'hiver de 1948 à Saint-Moritz.
11. Museo, littéralement « Musée ». Un site archéologique est situé tout près de ce virage, découvert lors de la construction de la piste.
12. Chicane
13. Ibid.
14. Chaberton, en référence au mont Chaberton situé en face du virage.
15. Lavatrice, littéralement « Machine à laver ».
16. Compressione, littéralement « Compression ».
17. Paul Hildgartner, lugeur italien qui a remporté trois médailles olympiques, cinq médailles aux championnats du monde et six aux championnats d'Europe entre 1971 et 1988.
18. Pariol, nom du village dans Cesana.
19. Eugenio Monti, bobeur italien, six fois médaillé olympique et dix médailles lors des championnats du monde entre 1957 et 1968.

## Grands événements accueillis
Après avoir donc accueilli les JO de 2006, la piste a servi pour les compétitions de coupe du monde de la FIBT et de la FIL. Il a accueilli également les championnats du monde de la luge 2008 entre les 7 et 13 janvier 2008. Elle accueille les championnats du monde de luge 2011.